# آق سنقر النجمي الفارقاني
آق سنقر النجمي الفارقاني، هو الأمير شمس الدين آق سنقر بن عبد الله النجمي الفارقاني، (ت: 677هـ - 1278). من عتقاء الأمير نجم الدين حاجب السلطان الملك الناصر صلاح الدين يوسف. كان أميراً كبيراً، جسيماً مقداماً مهاباً، ذا رأي وتدبير، كثير البر والصدقات.

## حياته
كان من عتقاء الأمير نجم الدين حاجب السلطان الملك الناصر صلاح الدين يوسف، ثم اتصل بخدمة الملك الظاهر بيبرس البندقداري وتقدم عنده وسهب تقدمه عند الظاهر هو أن الظاهر أرسل في بعض الأحيان عشرة مماليك لكشف أخبار بلاد الجزيرة وتلك النواحي، فلما وثلوا إلى الفرات وجدوها زائدة جداً لا يمكن عبورها البتة، فرجعوا التسعة إلا هو امتنع من الرجوع، وقال: السلطان ندبني لأمر مهم فإما قمت به وإما مت دونه، ثم جعل ثيابه وعدته مشدودة وحملها عَلَى رأسه وسبح، وسبح فرسه أمامه، حَتَّى قطع الفرات، وخرج إلى البر ولبس ثيابه كما كان، وركب فرسه ومضى حيث أمره السلطان الملك الظاهر بيبرس، وتجسس الأخبار، واجتمع بقوم هناك، فاستفهم منهم الأخبار، وعاد إلى الفرات، وفعل كما فعل أولاً وعاد إلى الملك الظاهر بيبرس، وأخبره بما فعل، فعند ذَلِكَ عظم أمره عنده ومحله، واتفق في ذَلِكَ الوقت أن مات أمير طبلخاناه والفارقاني المذكور بين يديه، فأعطاه الطبلخاناه في الحال، وكان أولاً من جملة أمراء العشرات، وضاعف الإحسان إليه، وصار الملك الظاهر يرقيه إلى أن جعله أستاداراً كبيراً، وصار يستنيبه لمَّا يتوجه إلى البلاد الشامية، ولمَّا يحضر الملك الظاهر إلى القاهرة وتحصل حركة يقدمه عَلَى العساكر ويوجهه حيثما كان الأمر.
ولم يزل عند الملك الظاهر في أعلى المنازل إلى أن توفي الملك الظاهر وتولى السلطنة من بعده الملك السعيد ابنه ولاه أيضاً نيابة السلطنة عَلَى جميع المماليك بعد موت الأمير بيليك الخازندار، فلم ترض حاشية الملك السعيد بذلك ووثبوا عليه وأمسكوه واعتقلوه، ولم يسع الملك السعيد إلا موافقتهم فإنه كان معهم آلة، ومهما اختاروا فعلوا.
وكان إمساك الأمير شمس الدين آق سنقر الفارقاني هذا سنة ست وسبعين وستمائة، وظل بالسجن إلى أن توفي في جمادى الأولى سنة سبع وسبعين وستمائة. وكان أميراً كبيراً، جسيماً شجاعاً، مقداماً مهاباً، ذا رأي وتدبير ودهاء، كثير البر والصدقات، عالي الهمة، وله مدرسة عند داره داخل باب سعادة بالقاهرة، وكان توجه مره إلى بلاد النوبة وافتتحها.